# چیغدم‌لیک (آماسیه)
چیغدم‌لیک (به ترکی استانبولی: Çiğdemlik) یک منطقهٔ مسکونی در ترکیه است که در آماسیه واقع شده‌است.